# Nekrektomie
Unter Nekrektomie oder Nekrosektomie (eine Komposition aus Nekrose, griechisch νέκρωσις nékrosis, deutsch ‚Absterben‘ und Ektomie, griechisch εκτομή ‚Herausschneiden‘) versteht man in der Chirurgie das in der Regel vollständige Entfernen von nekrotischem (abgestorbenem) Gewebe. Die Nekrektomie ist ein auf Nekrosen beschränktes Débridement.
Ein Beispiel für eine Nekrektomie ist das operative Abtragen von verbrannter Haut. Die Nekrektomie kann erforderlich sein, um einer Sepsis vorzubeugen. Die Nekrektomie von Pankreasnekrosen, die durch eine schwere akute Pankreatitis entstanden sind, ist ein anderes Beispiel. Hier kann die Nekrektomie auch minimalinvasiv erfolgen (endoskopische Nekrosektomie).